# 徐科
徐科（1956年7月—），黑龙江哈尔滨人，汉族，中国共产党党员。中华人民共和国政治人物、第十三届全国人民代表大会福建省代表。

## 生平
2018年，徐科被选为福建省出席第十三届全国人民代表大会代表。